# 桐生織
桐生織（きりゅうおり）は、群馬県桐生市において特産とされる絹織物である。その起源は奈良時代まで遡る。江戸時代以降、西陣及び西洋の技術を導入し、さらには先駆けてマニュファクチュア（工場制手工業）を導入し発展。『西の西陣、東の桐生』と言われ、高級品織物を中心に、昭和初期までは日本の基幹産業として栄えてきた。
2006年（平成18年）4月に施行された改正商標法によって、特定の地域名を冠した「地域ブランド」（地域団体商標）が商標権の取得が可能となり、桐生産地では2008年（平成20年）2月1日に桐生織物協同組合の「桐生織」が地域団体商標に登録された。

## 概要
群馬県桐生市とその近郊に位置するみどり市大間々、伊勢崎市赤堀、太田市藪塚、栃木県足利市小俣、葉鹿地区などにおいて産される絹織物で、経済産業省の伝統的工芸品に指定されている。桐生織には、御召織（おめしおり）、緯錦織（よこにしきおり）、経錦織（たてにしきおり）、風通織（ふうつうおり）、浮経織（うきたており）、経絣紋織（たてかすりもんおり）、綟り織（もじりおり）の七技法があり、桐生織伝統工芸士会によって技術の継承がなされている。桐生織が日本工藝史上に特筆して位置づけられているのは、『工芸志料』を編纂した桐生出身の黒川真頼（東京帝国大学教授）の研究が大きい。
御召、羽織、紬、絣、コート、紋紗、帯など、内地向け織物は、多品種少量生産が特徴である。太平洋戦争中に大規模な織物工場は軍需産業に転換され、戦後、再建されずに廃業したため桐生に大工場は残存せず、現在では基幹の織物業に加えて、染色、整理、加工、刺繍、縫製、レースなど多種多様の小規模事業者によって構成される総合産地となっており、礼装着物、浴衣、着尺、帯地、丸帯、袋帯、角帯、兵児帯、洋服地、裏地、法被などの祭礼用品、神社仏閣の御守袋など袋物、作務衣や甚平、文楽人形や節供人形の衣装、幟や暖簾、ネクタイやストールなどが生産されている。

## 白滝姫伝説
桐生織の発祥については、白滝姫伝説という伝承が残されている。
今から1200年前の桓武天皇の時代、上野国山田郡（こうづけのくにやまだごおり）から一人の男が京都に宮仕えに出された。かなわぬ恋としりながら、宮中の白滝姫に恋した男は、天皇の前で見事な和歌の腕前を披露して、白滝姫を桐生に連れて帰ることを認めてもらう。桐生に移った白滝姫は、絹織物の技術を桐生の人々につたえ、その技術が今でも桐生の地で受け継がれているのだという。
この白滝姫が桐生に来た時、桐生市川内の山々を見て「ああ、あれは京で見ていた山に似た山だ」と言ったことから、この地域を『仁田山』といい、特産品となった絹織物を「仁田山織」というようになった。桐生織は、江戸時代前期までは「仁田山織」と言われていた。
姫が亡くなると、天から降ったという岩のそばにうめ、機織神として祀った。すると岩からカランコロンという機をおる音がきこえていたが、あるときゲタをはいて岩にのぼった者がおり、以降鳴らなくなった。この岩は現在の桐生市川内町にある白滝神社の前の神体石であるという。

## 仁田山
仁田山織の紬は、西国や畿内の紬と比べて品質が劣っていたが、廉価であったため室町時代には近隣諸国に流通していた。江戸時代に品質が向上したが、上方では「田舎絹（田舎反物）」の代表としてその名が知られており、現在でもえせ物やまがい物のことを「仁田山」と呼ぶ語源ともなっている。

## 歴史

### 古代・中世
上野国の絹織物は奈良時代初期に産出され始めたと考えられており、『続日本紀』には、和銅7年（714年）に、相模、常陸、上野の三国から、初めてあしぎぬが調として納められたとある。平安時代中期に編纂された『延喜式』では、上野国の税はあしぎぬと定められた。
鎌倉時代の元弘3年（1333年）、新田義貞は鎌倉攻めにおいて、仁田山紬を旗印に用いた。南北朝時代の元中年間（1384年 - 1392年）には、仁田山絹として他国にも流通し始めた。義堂周信の詩集に上州土産として絹が詠まれており、上野の絹織物は鎌倉あたりにまで知られていたようである。応仁の乱により衰退したが、安土桃山時代には荒戸原に新町（桐生新町）が築かれ、天神社周辺で開かれた酉の市では、絹の取引が行なわれ、少しずつ盛り返していく。

### 近世
慶長5年（1600年）、徳川家康が小山にいた軍を急に関ヶ原へ返すとき、急使を送って旗絹を求めたが、わずか1日ほどで2千4百10疋を天神社の境内に集めて納めた。このことが織物生産地としての桐生の名声を高めた。
江戸時代前期に、桐生新町が六丁目の下瀞堀まで整えられ、近郷からの移住者の増加によって機業を仕事とする者が多くなり、京都、大阪、江戸や他の国々との取引も盛んになったため、酉の市を六斎市とし、市日は天神社の例祭にちなみ、五・九の日に開かれた。
元文3年（1738年）に、京都の織物師の中村弥兵衛と井筒屋吉兵衛が桐生に高機の技法を伝えた。高機は織手と紋引手が共同で文様部を織り出すことで、複雑で変化に富んだ紋織物を作りあげた。その製品は飛沙綾と呼ばれ、桐生の絹市は見立番付の『関東市町定日案内』で大関に格付けされるほどに賑わった。
寛政2年（1790年）に、京都の模様師の小坂半兵衛が桐生に先染紋織の技法を伝えた。時代の変化にしたがって技術も進み続け、図案、製紋、紋揚げ、紋移し、糸撚り、糸染め、糸繰り、緯巻き、整経、綜絖通し、筬通しなどの準備行程が分業化し、年ごとに綾、緞子、綸子、羽二重、縮緬、紗綾、海気、錦、金襴、金紗、絽金、琥珀、厚板、天鵞絨など多種多様な絹が生産されたので、桐生の名は高まっていった。

### 近現代
安政6年（1859年）の横浜開港から、国内の生糸が海外に輸出されるようになり、桐生では織物原料の不足と価格の高騰に悩まされつつ、明治維新を迎えることとなったが、生糸の代わりに輸入綿糸を用いた絹綿交織物の生産に転換することで復興した。明治時代前期には、輸出羽二重の開発、織物協同組合の前身にあたる桐生会社の開設、ジャカード織機の導入による紋織物生産の能率化、成愛社、日本織物会社といった大工場の設立があった。
明治後期になると、輸出織物の重要性を認識した政府は機業地に財政援助を行なった。その援助を受けて設立された工場は模範工場といわれ、桐生には、桐生撚糸会社、両毛整織会社の二社があった。1907年（明治40年）に渡良瀬水力電気会社が電気を供給し始め、大正時代に入ると手織機から力織機に移行する工場が増え、原料の安い人絹織物の生産が活発となった。
輸出向け織物は、1928年（昭和3年）に設置された商工省輸出絹織物検査所で検査に合格した製品が海外に売り出され、桐生織物の信用度が高まったことで販路の拡大につながった。太平洋戦争後はマフラーの輸出によって復興し、輸出織物見本市や海外見本市の開催によって、新市場の開拓に成功したが、大阪万博開催のころから、繊維工業が急成長した途上国の追い上げによって、販路がせばめられてきた。
日本人の生活様式の変化に伴う和装離れから桐生織は苦境に立たされているが、炭素繊維などの先端科学技術を導入した新製品や、映画・ドラマなどを中心とした衣装提供など、新分野に進出して販路を広げている。スティーヴン・スピルバーグ監督作品の映画『SAYURI』において、主演のチャン・ツィイー、コン・リーや桃井かおりが身につけた丸帯は、桐生市の後藤織物で生産されたものである。
1973年（昭和48年）に、桐生繊維関係団体連絡協議会（現在の桐生繊維振興協会）が発足し繊維業界の発展を図るため活動している。1974年（昭和49年）施行の伝産法に基づく伝統工芸士制度の発足により、桐生伝統工芸士会が設立され、技術の向上や後継者の育成にあたっている。1977年（昭和52年）には「桐生織」が当時の通商産業省から伝統的工芸品に指定されるなど、桐生織の技術は高い評価を得ている。1987年（昭和62年）には桐生地域地場産業振興センターが竣工し、新製品の開発や内外情報の収集を実施して地場産業の活性化を推進している。